# Disney Legends
Etableret i 1987, Disney Legends programmet anerkender folk, som har gjort en ekstraordinær og integreret bidrag til The Walt Disney Company. Æren uddeles hvert år under en særlig ceremoni.
Disney beskriver award som følger:
Disney Legends award har tre forskellige elementer, der karakteriserer de bidrag lavet af hvert talentfuld modtager.

The Spiral ... står for fantasi, magten af en idé.

The Hand ... holder gaven af dygtighed, disciplin og håndværk.

The Wand and the Star ... repræsenterer magi: den gnist, der antændes, når fantasi og dygtighed kombineres for at skabe en ny drøm.